# 秦榛钻地风
秦榛钻地风（学名：Schizophragma corylifolium）为虎耳草科钻地风属下的一个种。

## 扩展阅读
- 維基物種上的相關：秦榛钻地风